# Folc (Pinell de Solsonès)
Folc és una masia situada al municipi de Pinell de Solsonès a la comarca catalana del Solsonès, construïda durant el segle xiv. A uns 600 metres al nord, creuant la carretera C-149a, hi trobem el Serrat de Sant Miquel (733 metres), i al costat, la masia de la Caseta de la Vila; a uns 400 metres al sud trobem al rasa del Feixó.

## POUM
En el POUM del municipi de Pinell, es justifiquen les següents raons legals que n'aconsellen la recuperació i preservació:
- Paisatgístic: posició en el territori, visibilitat des dels recorreguts principals, integració en el paisatge.
- Mediambiental: l'estructura del medi rural del municipi es fonamenta en un sistema de masies gairebé equidistants que facilita l'explotació i control del medi. L'ocupació permanent de la masia facilitarà l'explotació agrícola i la preservació del medi. Primera residència.
- Històric: època de construcció segle xiv. Raons històriques del seu enclavament i ús.
- Arquitectònic: Tipologia pròpia de la zona. Elements constructius representatius.